# Skarvtjärn
Skarvtjärn är en by i Nordanstigs kommun. Byn ligger 2km öster om Harmånger, längs vägen mot Lönnånger. Området är utpräglad jordbruksbygd och det finns ridväg/skogsbilväg mot både Edsäter och Stocka.